# Catostomus occidentalis
Catostomus occidentalis (лат.) — вид лучепёрых рыб из семейства чукучановых (Catostomidae).
Встречается в реках на западе США от реки Мед в северной Калифорнии до реки Салинас в центральной Калифорнии, по всей дренажной системе Сакраменто-Сан-Хоакин в южной части штата Орегон и Калифорния и в бессточных бассейнах реки Керн.
Максимальная длина тела — 60 см, средняя длина — 35 см. Максимальный известный возраст — 10 лет.
Чаще всего встречаются в поймах прозрачных, прохладных потоков. Кроме того, распространён в озёрах и водохранилищах. Популяция вида стабильна.